# Декарри, Огюст
Огюст Декарри (фр. Auguste Descarries; 26 ноября 1896, Лашин — 4 марта 1958, Монреаль) — канадский пианист, органист, композитор и педагог.
Декарри — видный квебекский музыкант, достойный занять важное место в истории музыки Канады и Квебека не только благодаря его музыкальным сочинениям, но и в огромной мере, благодаря его исполнительской, педагогической и просветительской деятельности. Будучи профессиональным пианистом-виртуозом, незаурядным композитором, получившем классическое музыкальное образование у лучших европейский музыкантов своего времени, он значительно повлиял на ход и развитие музыкального искусства Квебека XX века. Как пианист он воспитывался преимущественно в традициях австро‑немецкой фортепианной школы, представленной главным образом именами двух великих пианистов и педагогов XIX века — Ференца Листа и Теодора Лешетицкого. Кроме этого, на процесс его творческого формирования повлияли французские и, в особой мере, русские музыканты, с которыми Декарри имел возможность контактировать в период с 1921-го по 1929-е годы во время обучения во Франции. В своём музыкальном творчестве Декарри унаследовал основные черты классико‑романтической традиции, сохраняемой и развиваемой многими русскими пианистами и композиторами, выходцами московской и петербургской консерваторий, среди которых выделяются Лев и Юлий Конюс, Георгий Катуар, Александр Глазунов и Николай Метнер.

## Биография

### Семья, окружение
Огюст Декарри родился в состоятельной и образованной семье. Его отец, Жозеф Аделяр Декарри (Joseph Adélard Descarries), был известным адвокатом, депутатом консервативной партии (провинциальной и федеральной), а также мэром небольшого города Лашин близ Монреаля. Мать Огюста Декарри, Селина-Эльмир Лепаёр  брала уроки музыки у известной в то время квебекской пианистки, органистки и педагога Виктории Картье (Victoria Cartier). В 1921 году Огюст женился на Марсель Летурно, дочери именитого политического деятеля Квебека Северена Летурно. От этого брака появятся на свет трое детей: Мишель, Лорен и Франсин. Марсель всегда оставалась верным другом и помощником своего супруга. Именно благодаря её усилиям, направленным на сохранение и организацию разного рода документации, рукописей, записок и других ценных материалов, а также распространение и популяризацию творческого наследия Огюста Декарри, стало возможным дальнейшее изучение его творчества.

### Образование
Огюст Декарри — один из тех редких музыкантов Квебека, кому посчастливилось получить фундаментальное музыкальное образование, доступное в то время далеко не каждому. Сперва он проходил обучение в Колледже Св. Лаврентия (Collège Saint-Laurent), затем в Колледже Св. Марии (Collège Sainte-Marie). Параллельно с изучением права в Университете Монреаля (Université de Montréal) на юридическом факультете, Декарри продолжает своё музыкальное образование, беря частные уроки фортепиано, органа и композиции у ведущих педагогов Монреаля, таких как: Гектор (Жан) Дансоро , Артур Летондаль , Родольф Матьё и Альфред Лалибёрте . Последний из перечисленных музыкантов, пожалуй, сыграл наиболее важную роль в формировании музыкального таланта Декарри. Получив в свою очередь прекрасное музыкальное образование на базе Берлинской консерватории Штерна у Павла Луценко — выдающегося украинского пианиста, занимавщего в то время должность ассистента и педагога в упомянутом учебном заведении, ученика Эрнста Едлички (ученика Николая Рубинштейна), одного из основателей украинской фортепианной школы  — Альфред Лалибёрте являлся другом и соратником многих знаменитых музыкантов современности, как например, Александр Скрябин, Николай Метнер и др. Лалибёрте по праву считается одним из первопроходцев в области музыкального образования в Квебеке. Он активно пропагандировал основы европейского пианизма, в основном, немецкого и русского, при этом оставаясь скептически настроенным по отношению к французскому искусству. С музыкой Скрябина и Метнера, сыгравших немалую роль в музыкальном становлении, как Лалибёрте, так и самого Декарри, молодой Огюст столкнулся ещё задолго до своего отъезда в Европу. Во-первых, их произведения очень часто входили в фортепианный репертуар учеников Лалибёрте, который обладал обширной нотной библиотекой, включавшей даже некоторые редкие экземпляры и манускрипты. Во-вторых, Декарри имел возможность слышать их музыку в период с 1915-го и 1919-е годы во время концертных турне Русского симфонического оркестра Нью‑Йорка под руководством Модеста Альтшулера, русского виолончелиста и дирижёра, эмигрировавшего в Америку и создавшего этот музыкальный коллектив. Программа оркестра Альтшулера часто включала произведения русских композиторов, особенно современных.
В 1921 году Декарри, победив в престижном конкурсе Приз Европы (Prix d`Europe), выигрывает долгожданную премию, благодаря которой получает возможность продолжить своё музыкальное образование во Франции. По прибытии в Париж, он становится сперва студентом Нормальной школы музыки (École normale de musique). Руководитель фортепианного отделения данного учебного заведения, знаменитый французский пианист, педагог и композитор Изидор Филипп, рекомендует вновь прибывшего молодого студента своему другу, русскому пианисту и педагогу, представителю белой эмиграции, Льву Конюсу, ученику Павла Пабста, который в свою очередь был учеником Листа. Однако Конюс работал в Нормальной школе музыки только несколько месяцев, после чего, в 1923 году, он принял участие в открытии Русской консерватории в Париже, где потом и остался преподавать. Находясь ещё некоторое время в Нормальной школе музыки, Декарри берёт уроки органной игры у знаменитого французского органиста Марселя Дюпре, курс фортепиано у Альфреда Корто и композиции (теоретические дисциплины) у Жоржа Дандло и Лоран Селье. Тем не менее, для того, чтобы продолжить обучение у Льва Конюса в Консерватории, Декарри вскоре покидает Школу. Кроме этого, Декарри удаётся стать студентом ещё одного русского композитора и теоретика французского происхождения Георгия Катуара, проживавшего в Париже с января по июнь 1923-го. Декарри берёт у Катуара уроки композиции, анализа музыкальных форм и других теоретических дисциплин, что впоследствии станет своеобразной визитной карточкой и предметом профессиональной гордости Декарри. В том же году он становится бенефициаром специальной стипендии Квебекской Музыкальной Академии (Académie de musique du Québec), позволившей ему продолжить обучение композиции и другим теоретическим дисциплинам (контрапункт с Алис Пеллио). В течение всего этого времени он общается со многими русскими музыкантами, среди которых братья Конюс — пианист Лев, скрипач Юлий и теоретик Георгий Конюс, а также Сергей Рахманинов, Николай Метнер, Александр Глазунов и др.
Как отмечает канадско‑квебекская музыковед Мари-Терез Лефебвр (Marie-Thérèse Lefebvre): «Все эти музыканты, с которыми встречается Декарри, принадлежат одному поколению и разделяют похожие представления о музыкальном искусстве, они находятся под влиянием красоты православной музыкальной традиции и отдалены от модернистской ориентации, свойственной, к примеру, Игорю Стравинскому или Сергею Прокофьеву.» Ближе к концу своего пребывания в Париже, 27 февраля 1929 года, Огюст Декарри даёт свой первый сольный концерт в зале Парижской консерватории, после чего последовало ещё шесть других концертов. Известно, что на этом вечере присутствовали Александр Глазунов и Николай Метнер, чью Сонату‑Элегию Декарри исполнял в тот вечер. Данный момент находит широкий отклик в канадской прессе. Один из очевидцев описывает это событие следующим образом, отмечая большое скопление русской публики в концертном зале: 

Аудитория в большой мере наполнена русскими слушателями. Мы хорошо знаем, что Месьё Декарри проявляет немалую симпатию в отношении славянской музыки. В зале присутствовало немало именитых педагогов, русских красавиц с их матерями, неистовых критиков и несколько бледнолицых эстетов. Отметим также присутствие двух русских мэтров — композитор Метнер, чью Сонату‑Элегию мы услышали в программе, и импозантный Глазунов, окружённый своими поклонниками. Оригинальный текст (фр.)Henri Letondal, « Un pianiste canadien : M. Auguste Descarries à la salle du Conservatoire », La Patrie, 23 mars 1929, p. 4.
— Анри Летондаль, «Канадский пианист: М. Огюст Декарри в зале Консерватории», Родина, 23 марта 1929, с. 4.
16 декабря этого же года, после восьми лет пребывания во Франции, Декарри возвращается в Монреаль.

### Карьера
По возвращении в Монреаль в начале 1930 года Декарри сталкивается со многими сложностями, связанными с дальнейшим продвижением творческой карьеры. С одной стороны, появление звукового кино, а также наступление экономического кризиса, вызванного биржевым крахом в октябре 1929го, непосредственным образом повлияло на обстановку в музыкальной среде. В затруднительном положении оказалась Национальная консерватория под руководством Ожена Лапьерра (Eugène Lapierre), который всеми силами пытался поддержать её существование. Со временем в ряды этого музыкального заведения вливается и Декарри в качестве преподавателя фортепиано.
В этих непростых условиях Декарри начинает свою фортепианную карьеру: в 1930 году, находясь на пике своих виртуозных пианистических возможностей, он даёт серию из 23 концертов, первый из которых состоялся 20 января в престижном отеле Windsor в Монреале. 8 марта 1931-го он предпринимает второе турне с сольным концертом в зале His Majesty’s. В выборе репертуара он ориентируется в главной степени на камерную музыку, свидетельством чего оказывается основанное Декарри Музыкального общество «Евтерпа» (Société de musique Euterpe). Это общество представило серию радио-концертов в период с 1933-го по 1935-е годы.
Что касается его педагогической карьеры, на протяжении двух лет он преподаёт в Национальной консерватории (Conservatoire national de musique de Montréal, CNM), а также в католических образовательных учреждениях Сестёр Св. Анны в городе Лашин (Sœurs de Sainte-Anne à Lachine) и Сестёр Явления Девы Марии в городе Сент-Иацинт (Sœurs de la Présentation-de-Marie à Saint-Hyacinthe), параллельно с частными занятиями. Внимательный и чуткий к нуждам своих учеников, Декарри открывает в 1945 году специальную школу под названием «Взаимопомощь школы Огюста Декарри» (Entraide de l’École Auguste Descarries) с целью содействия формированию и активизации сценического опыта у своих учеников. После неудачной попытки получить пост своего коллеги, пианиста и композитора Лео-Поля Морена (Léo-Pol Morin), трагически погибшего в автомобильной катастрофе в мае 1941 года, в Высшей школе музыки Утрмон (École supérieure de musique d’Outremont), Декарри снова становится преподавателем Квебекской национальной консерватории в 1943 году. Среди его учеников были Гастон Аллер (Gaston Allaire), Лиз Дешамп (Lise Deschamps), Жан Делорье (Jean Deslauriers), Ев Ганье (Ève Gagnier), Фернар Гратон (Fernand Graton), Самюель Левитан (Samuel Levitan), Марсель Мартен (Marcelle Martin) и Жиль Потвен (Gilles Potvin).
В течение тех же лет Декарри выступает в качестве конферансье и публициста в журналах: «Музыкальный двухнедельник», издание Национальной консерватории (La Quinzaine musicale, journal du CNM}}), «Лира» (La Lyre), «Современное ревю» (La Revue moderne) и «Мнения» (фр. Opinions). Кроме того в 1937 году он выпускает 11 статей в журнале «Прованс» (La Province). Поворотный момент в его карьере наступает в 1938-м: он исполняет свой Концерт для фортепиано с оркестром под названием Канадская рапсодия (Rhapsodie canadienne) с Монреальским Обществом симфонических концертов (Société des concerts symphoniques de Montréal), после того, как в течение определённого времени он занимал пост органиста в церкви Св. Жермен (Saint-Germain-d’Outremont) и получил титул мэтра капеллы церкви Св. Виатёр Утрмон (Saint-Viateur-d’Outremont). На протяжении 20 лет своего служения, несмотря на присутствие других именитых органистов, Декарри не упускал момент представить публике свои органные импровизации по окончании религиозной службы, что вызывало восторг и восхищение прихожан. Один из его друзей по колледжу, Рене Генет (René Guénette), отмечал его превосходные качества импровизатора ещё в студенческие годы:

Даже на маленьком органе живописной церкви иезуитов на улице Блёри Огюст Декарри играл великолепно. Его сопровождения к большой мессе и воскресной вечерней литургии вызывали чувство благоговения и красоты. Импровизации к ежедневным мессам исполнялись в более в свободной фантазийной форме, но их оригинальность при этом никак не вредила ни их размеру, ни богатству, ни благоговейному характеру. Все эти инструментальные композиции <…> зачастую рождались из чистого вдохновения молодого музыканта. Но уже в этих порывах молодости можно было увидеть сильную зрелую личность.Оригинальный текст (фр.)René Guénette, Le Canada, 21 janvier 1930, p. 4.
— Рене Гeнeт, Канада, 21 января 1930, с. 4.
Наряду с сочинением большого количества религиозных произведений, Декарри занимался административной работой, занимая соответствующие должности и посты. В частности, он принимал участие в качестве члена жюри в Национальном конкурсе Приз Европы, а также в комитете, сформированном главным секретарём Законодательного собрания Квебека Альбини Пакетт (Albiny Paquette), в чьи обязанности входило изучение состояния музыкального образования в Квебеке. С 1938 по 1941-е годы он также являлся вице-президентом Епархиального Совета по богослужебной музыке (Commission diocésaine de musique sacrée) и президентом Квебекской Музыкальной Академии. После открытия музыкального факультета Монреальского университета в 1950 году, он становится заместителем декана. Спустя несколько лет, 8 марта 1956 года, Декарри дал свой заключительный сольный концерт в центральном концертном зале Монреаля Плато (Auditorium du Plateau). Программа концерта включала произведения Баха, Шопена, Дебюсси, Франка, Метнера и Рахманинова, а также его собственные сочинения — «Альборада» (фр. "Aubade") и «Сарказм» (фр. "Sarcasme").

## Творчество

### Общая характеристика
Перу Декарри принадлежит множество произведений, половина из которых была создана до 1935 года. Лишь некоторые из них были опубликованы или исполнены публично. В архивах Монреальского университета содержится практически полное собрание сочинений Декарри: около 20 вокальных произведений, среди которых Три поэмы Марселин Деборд-Вальмор (фр. Trois poèmes de Marceline Desbordes-Valmore) опубликованные Издательством Нового Музыкального Театра в 1960 году (Éditions du Nouveau Théâtre Musical, NTM) и «Безмолвие» на текст Поля Верлена (фр. "En sourdine"), мелодия, изданная «Обществом охраны канадского музыкального наследия» в 1992 (прекратившим своё существование); около 20 фортепианных произведений среди которых «Токката», опубликованная BMI в 1963 году, и «Альборада и Сарказм», изданная в «Новом Музыкальном Театре» в 2015-м (NTM 1964), в то время как «Мавританка» (фр. "Mauresque"), «Безмятежность» (фр. "Serenitas") и Большая Соната соль-минор в настоящее время находятся в процессе издания; 15 инструментальных произведений, включающих несколько жанровых пьес, как например, «Плач на тему „Странствующий канадец“» (фр. Complainte d’après «Un Canadien errant»), Сюита для 11 инструментов и особенно «Канадская рапсодия», созданная на основе двух народных тем "Marianne s’en va-t-au moulin" и "Isabeau s’y promène". Произведение представляет собой настоящий концерт для фортепиано с оркестром, впервые исполненный в 1936 году американским пианистом Хельмутом Баерволдом (Helmut Baerwald) и оркестром под управлением Вилфрида Пельтье (Wilfrid Pelletier), возглавлявшем в то время Общество симфонических концертов Монреаля. И наконец, неоконченный Квартет с фортепиано, работу над завершением которого проделал Алексей Щёголев в 2014 году. Полный вариант сочинения был впервые представлен публике следующим составом музыкантов: Поль Стюарт, фортепиано (Paul Stewart), Анн Робер, скрипка (Anne Robert), Виктор Фурнель-Блен, альт (Victor Fournelle-Blain) и Хлое Домингез, виолончель (Chloé Dominguez). Данная премьера состоялась в октябре 2015 года в концертном зале Буржи в Музее изобразительного искусства в Монреале (Salle Bourgie du Musée des beaux-arts de Montréal).
Занимая пост руководителя капеллы, Декарри сочинил немало религиозных произведений, как например, «Осанна Св. Виатеру» (фр. «Hosanna à saint Viateur», 1947), в честь столетия образования Квебекского духовного общества Св. Виатера (Communauté des Clercs de Saint-Viateur au Québec), «Магнификат» (фр. "Magnificat") изданного в BMI в 1961 году, и Месса мёртвых (фр. Messe des morts), напечатанная в 2013 году Издательством Нового Музыкального Театра (Éditions du NTM). Основные духовные сочинения Декарри стали материалом для первого выпуска Издания Утрмон (фр. Éditions Outremontaises, 2012) и первой записи под названием «Пространство „21“» в ноябре 2012. Согласно Мари‑Терез Лёфебр, «данные пьесы позволяют ощутить влияние русской музыки, проявляющееся в гармонии, в широком использовании одноголосия и специфических тянущихся басов в форме бурдона, в замедленности движения вокальных линий, создающих впечатление звуковой глубины и погружающих в состояние задумчивости и возвышенной состредоточенности».
Полный список произведений можно найти на сайте общества Общества распространения музыки Огюста Декарри (Association pour la diffusion de la musique d’Auguste Descarries, ADMAD).

### Признание и распространение творчества
Благодаря усилиям органистки Элен Пантон (Hélène Panneton), возглавляющей Общество Огюста Декарри (ADMAD), его творчество находит признание в музыкальном мире. Он получает статус композитора, официально признанного Центром канадской музыки (Centre de musique canadienne) лишь в июне 2013 года, спустя 65 лет после кончины. С момента создания Общества Огюста Декарри в 2012 году, его миссией является не только популяризация музыкального творчества композитора, но и признание его вклада в музыкальную жизнь Квебека в период между 1930—1960 годами.
Одна из улиц города Бушервиль (Boucherville), в окрестностях Монреаля, так же, как и парк города Лашин (Lachine), административная часть Монреаля, носят имя Огюста Декарри.

### Каталог опубликованных произведений
Источник : Centre de musique canadienne, www.centremusique.ca

#### Инструментальная музыка
- «Колыбельная» для струнного квартета (копия рукописи) — "Berceuse" pour quatuor à cordes
- Плач на тему «Странствующий канадец» для трио (копия рукописи) — Complainte d’après "Un Canadien errant" pour trio
- Очерк на тему «Да здравствует Канада» для трио (копия рукописи) — Esquisse sur "Vive la Canadienne" pour trio
- Фантазия для струнного квартета (копия рукописи) — Fantaisie pour quatuor à cordes
- «Это было однажды» для трио (копия рукописи) — "Il y avait une fois" pour trio
- Мелодия для органа (Канадское музыкальное наследие) — Mélodie pour orgue (Le Patrimoine musical canadien)

#### Вокальные произведения
- «Безмолвие» для сопрано и фортапиано — "En sourdine" pour soprano et piano

#### Религиозные произведения
- «Magnificat» для четырёхголосного однородного хора без сопровождения — Magnificat pour 4 voix égales a capella

#### Фортепианные произведения
- «Признание», посвящённое Артуру Летондалю (копия рукописи) — "Aveu", dédié à Arthur Letondal
- «Мавританка» (копия рукописи) — "Mauresque"
- «Ностальгия» (копия рукописи) — "Nostalgie"
- «Безмятежность» (ок. 1930, копия рукописи  — " Serenitas " OCLC 936836306
- Соната (лето 1953, копия рукописи OCLC 936836307
  - I. Allegro patetico
  - II. Élégie
  - III. Toccata OCLC 869052706

#### Издания Утремон
Источник : Partitions libres d’Auguste Descarries sur l’International Music Score Library Project (IMSLP).

##### Для органа
- Мелодия для органа — Mélodie pour orgue

##### Для фортепиано
- «Моя прекрасная мечта» — "Mon beau rêve"
- «Мавританка» (1933) — "Mauresque"
- Соната для фортепиано соль-минор (1953)

##### Камерная музыка
- «Колыбельная» для струнного квартета — "Berceuse" pour quatuor à cordes
- «Элегия» для скрипки и фортепиано — "Élégie" pour violon et piano
- «Моё озеро» для виолончели и фортепиано — "Mon lac" pour violoncelle et piano

##### Вокальная музыка
- «Безмолвие» для высокого или низкого голоса и фортепиано — "En sourdine" pour voix aiguë ou voix grave et piano
- «Благословляю судьбу» для высокого или низкого голоса и фортепиано  — "Je bénis le hasard" pour voix aiguë ou voix grave et piano

##### Религиозные сочинения
- «Аве Мария» для сопрано и органа — Ave Maria pour soprano et orgue
- «Аве Мария» для трёхголосного однородного хора без сопровождения  — "Ave Maria" pour 3 voix égales a capella
- «Осанна Св. Виатёру» для смешанного хора и органа — "Hosanna à Saint-Viateur" pour chœur mixte et orgue
- «Improperium» для баса и органа — "Improperium" pour basse et orgue
- «Краткая месса» для трёхголосного однородного хора без или с органом — Messe brève pour chœur à 3 voix égales avec ou sans orgue
- «Offertorium по случаю Начала Великого поста (Exaltabo te)» для тенора и органа — "Offertoire du Mercredi des Cendres (Exaltabo te)" pour ténor et orgue
- «О Мария, непорочно зачатая» для трёхголосного однородного хора с органом — "Ô Marie, conçue sans péché" pour 3 voix égales avec orgue
- «O Salutaris» для тенора и органа — "O Salutaris" pour ténor et orgue
- «Panis angelicus» Поля Фоше для сопрано и органа: обработка для четырёхголосного однородного хора Огюста Декарри (аккомпанемент второй партии соло)  — "Panis angelicus" de Paul Fauchey pour soprano et orgue : arrangement pour chœur à 4 voix égales d’Auguste Descarries (accompagnement de la 2e partie du solo)
- «Pie Jesu» для меццо-сопрано и органа — "Pie Jesu" pour mezzo-soprano et orgue

#### Издания Нового Музыкального Театра
Источник : www.laplanteduval.com
- Соната для фортепиано соль-минор (NTM, 1965)
- «Альборада» и «Сарказм» для фортепиано (NTM, 1964) — "Aubade" et "Sarcasme" pour piano (NTM, 1964 OCLC 1036185406)
- Месса мёртвых для трёхголосного однородного хора и органа (NTM, 1962 OCLC 881609500) — Messe des Morts pour chœur à 3 voix égales, 3 solistes et orgue
- Три поэмы Марселин Деборде‑Вальмор для высокого или низкого голоса и фортепиано (NTM, 1960, OCLC 977766305) — Trois Poèmes de Marceline Desbordes-Valmore pour voix aiguë ou voix grave et piano
  - «Куда идёшь?» — "Où vas-tu ?"
  - «Верь мне» — "Crois-moi"
  - «Образ в воде» — "L’image dans l’eau"

Другие источники : Division de la gestion de documents et des archives — Université de Montréal.

## Дискография
- Œuvres sacrées pour chœur, solistes et orgue : Messe des morts, Messe brève, Motets — Stéphanie Lessard, soprano ; Claudine Ledoux, mezzo-soprano ; Philippe Gagné, ténor ; Vincent Ranallo, baryton ; Normand Richard, baryton-basse ; Hélène Panneton, orgue ; Les Filles de l'île ; Les Chantres musiciens, dir. Gilbert Patenaude (novembre 2012, Société métropolitaine du disque/«Espace 21») OCLC 903569313
- Aubade : musique pour piano — Janelle Fung, piano (2019, Centredisques) OCLC 1128680085
- Musique de chambre et mélodies — Pierre Rancourt, baryton ; Victor Fournelle-Blain, alto ; Éliane Charest-Beauchamp, second violon ; Trio Hochelaga : Anne Robert, violon ; Dominique Beauséjour-Ostiguy, violoncelle ; Jimmy Brière, piano (septembre 2019, Atma) OCLC 1149151152